# Saint-Sébastien (Creuse)
Pour les articles homonymes, voir Saint-Sébastien.
Saint-Sébastien est une commune française située dans le département de la Creuse en région Nouvelle-Aquitaine.

## Géographie
| Parnac Indre |                 | Éguzon-Chantôme Indre |
| Mouhet Indre | Saint-Sébastien | Crozant               |
| Azérables    | Bazelat         | La Chapelle-Baloue    |

### Localisation
La commune est située au nord-ouest de la Creuse, à la limite du département de l’Indre.
Saint-Sébastien est situé à 8 km au sud-ouest d'Éguzon, à 17 km au nord-ouest de Dun-le-Palestel, à 18 km au nord-est de Saint-Sulpice-les-Feuilles et à 20 km au nord de La Souterraine.

### Hydrographie
Le territoire communal est arrosé par la rivière Abloux.

### Voies de communication et transports
La ligne des Aubrais - Orléans à Montauban-Ville-Bourbon passe par le territoire communal, une gare dessert la commune. Celle-ci, malgré la mobilisation des élus locaux et du Comité de défense, a perdu sa desserte par les trains Corail en décembre 2007, mais reste desservie depuis Paris par les correspondances TER via Châteauroux.
L'accès à l'A 20 est à 8 km en direction de Châteauroux et à 11 km en direction de Limoges.

### Climat
Pour des articles plus généraux, voir Climat de la Nouvelle-Aquitaine et Climat de la Creuse.
Historiquement, la commune est dans une zone de transition entre le climat océanique limousin et le climat montagnard.  
En 2020, Météo-France publie une typologie des climats de la France métropolitaine dans laquelle la commune est exposée à un climat océanique altéré et est dans la région climatique  Ouest et nord-ouest du Massif Central, caractérisée par une pluviométrie annuelle de 900 à 1 500 mm, maximale en automne et en hiver.
Pour la période 1971-2000, la température annuelle moyenne est de 11 °C, avec une amplitude thermique annuelle de 15,2 °C. Le cumul annuel moyen de précipitations est de 910 mm, avec 12,6 jours de précipitations en janvier et 7,7 jours en juillet. Pour la période 1991-2020, la température moyenne annuelle observée sur la station météorologique la plus proche, située sur la commune de Dun-le-Palestel à 14 km à vol d'oiseau, est de 11,4 °C et le cumul annuel moyen de précipitations est de 920,3 mm,. Pour l'avenir, les paramètres climatiques de la commune estimés pour 2050 selon différents scénarios d'émission de gaz à effet de serre sont consultables sur un site dédié publié par Météo-France en novembre 2022.

## Urbanisme

### Typologie
Au 1er janvier 2024, Saint-Sébastien est catégorisée commune rurale à habitat très dispersé, selon la nouvelle grille communale de densité à 7 niveaux définie par l'Insee en 2022.
Elle est située hors unité urbaine et hors attraction des villes,.

### Occupation des sols
L'occupation des sols de la commune, telle qu'elle ressort de la base de données européenne d’occupation biophysique des sols Corine Land Cover (CLC), est marquée par l'importance des territoires agricoles (93 % en 2018), une proportion sensiblement équivalente à celle de 1990 (92,5 %). La répartition détaillée en 2018 est la suivante : 
zones agricoles hétérogènes (49,4 %), prairies (43,5 %), zones urbanisées (4,3 %), forêts (2,7 %). L'évolution de l’occupation des sols de la commune et de ses infrastructures peut être observée sur les différentes représentations cartographiques du territoire : la carte de Cassini (XVIIIe siècle), la carte d'état-major (1820-1866) et les cartes ou photos aériennes de l'IGN pour la période actuelle (1950 à aujourd'hui).

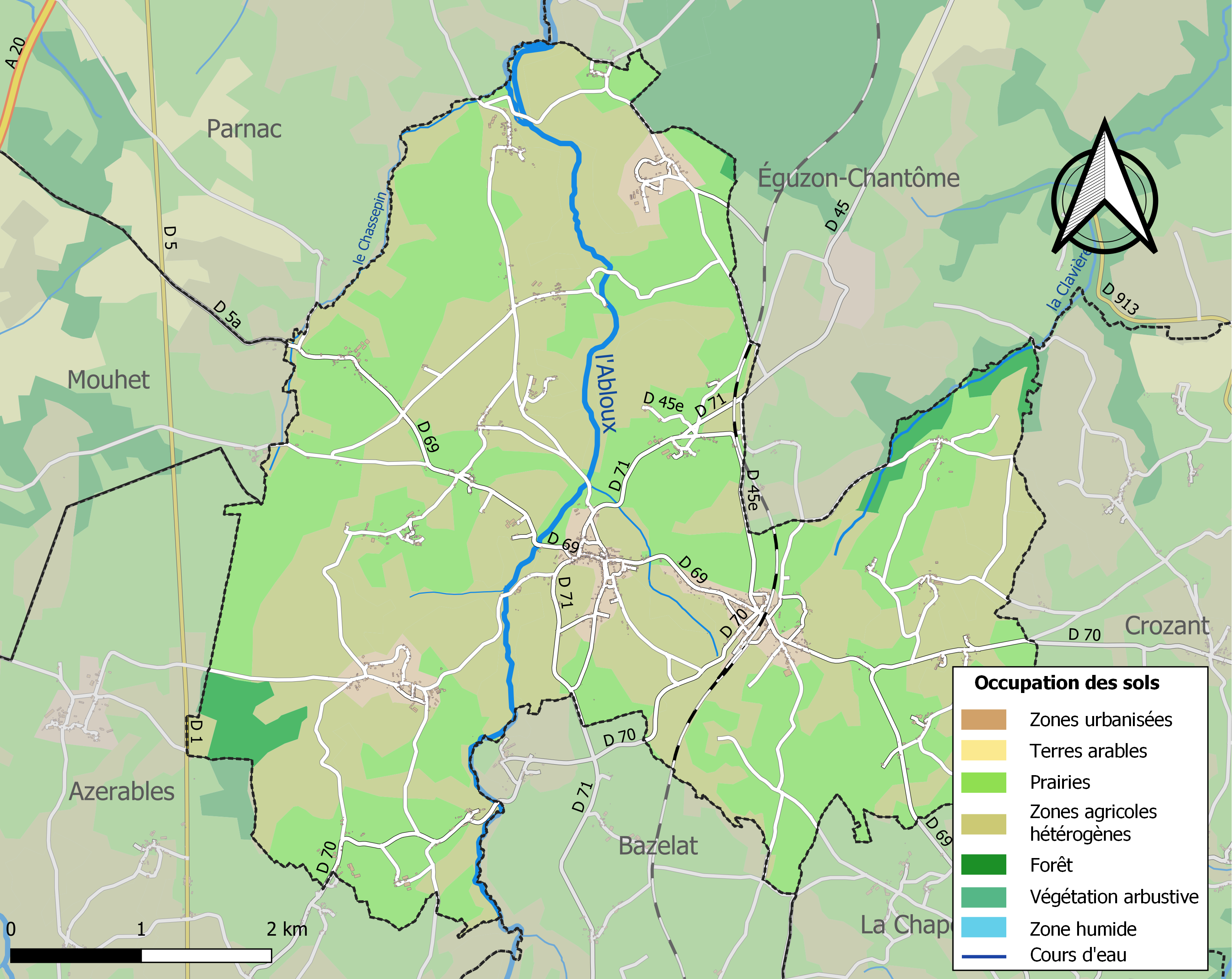
Carte des infrastructures et de l'occupation des sols de la commune en 2018 (CLC).

#### Transport routier
- Réseau TransCreuse

#### Transport ferroviaire
- Gare de Saint-Sébastien

### Risques majeurs
Le territoire de la commune de Saint-Sébastien est vulnérable à différents aléas naturels : météorologiques (tempête, orage, neige, grand froid, canicule ou sécheresse) et séisme (sismicité faible). Il est également exposé à un risque technologique, le transport de matières dangereuses, et à un risque particulier : le risque de radon. Un site publié par le BRGM permet d'évaluer simplement et rapidement les risques d'un bien localisé soit par son adresse soit par le numéro de sa parcelle.

#### Risques naturels

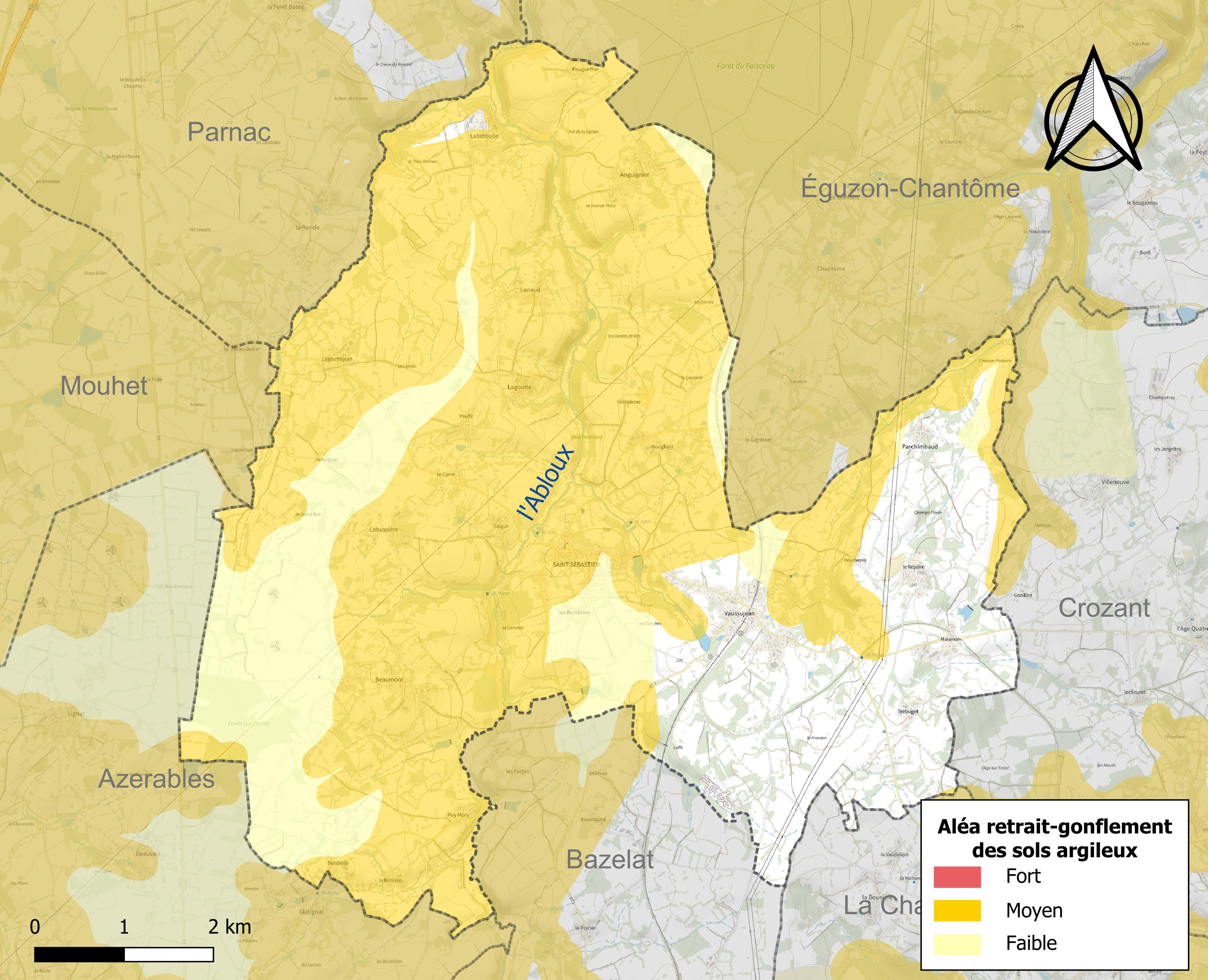
Carte des zones d'aléa retrait-gonflement des sols argileux de Saint-Sébastien.

Le retrait-gonflement des sols argileux est susceptible d'engendrer des dommages importants aux bâtiments en cas d’alternance de périodes de sécheresse et de pluie. 64,1 % de la superficie communale est en aléa moyen ou fort (33,6 % au niveau départemental et 48,5 % au niveau national). Sur les 546 bâtiments dénombrés sur la commune en 2019, 344 sont en aléa moyen ou fort, soit 63 %, à comparer aux 25 % au niveau départemental et 54 % au niveau national. Une cartographie de l'exposition du territoire national au retrait gonflement des sols argileux est disponible sur le site du BRGM,.
Par ailleurs, afin de mieux appréhender le risque d’affaissement de terrain, l'inventaire national des cavités souterraines permet de localiser celles situées sur la commune.
La commune a été reconnue en état de catastrophe naturelle au titre des dommages causés par les inondations et coulées de boue survenues en 1982 et 1999. Concernant les mouvements de terrains, la commune a été reconnue en état de catastrophe naturelle au titre des dommages causés par des mouvements de terrain en 1999.

#### Risques technologiques
Le risque de transport de matières dangereuses sur la commune est lié à sa traversée par une ou des infrastructures routières ou ferroviaires importantes ou la présence d'une canalisation de transport d'hydrocarbures. Un accident se produisant sur de telles infrastructures est susceptible d’avoir des effets graves sur les biens, les personnes ou l'environnement, selon la nature du matériau transporté. Des dispositions d’urbanisme peuvent être préconisées en conséquence.

#### Risque particulier
Dans plusieurs parties du territoire national, le radon, accumulé dans certains logements ou autres locaux, peut constituer une source significative d’exposition de la population aux rayonnements ionisants. Certaines communes du département sont concernées par le risque radon à un niveau plus ou moins élevé. Selon la classification de 2018, la commune de Saint-Sébastien est classée en zone 3, à savoir zone à potentiel radon significatif.

## Histoire
Le 28 mai 1944, au hameau de Vaussujean, une unité du Premier régiment de France monte une embuscade contre des Résistants, en tue sept et en livre d'autres à la Milice vichyste.

## Politique et administration

### Liste des maires
| Période                                  | Période   | Identité                   | Étiquette | Qualité  |
| ---------------------------------------- | --------- | -------------------------- | --------- | -------- |
| Les données manquantes sont à compléter. |           |                            |           |          |
| 1793                                     | 1799      | François Poitrenaud        |           |          |
| 1799                                     | 1804      | Georges Mignerat           |           |          |
| 1804                                     | 1806      | Gabriel Perperot           |           |          |
| 1806                                     | 1806      | Charles Augay              |           |          |
| 1806                                     | 1811      | François Sigonnaud         |           |          |
| 1811                                     | 1858      | G. Léonard Quierry         |           |          |
| 1977                                     | 1989      | André Autissier            |           |          |
| 1989                                     | mars 2001 | Pierre Derigoin            | RPR-UMP   |          |
| mars 2001                                | 2002      | Paul Buschaert             |           |          |
| mars 2002                                | 2020      | Jean-Claude Carpentier     | PS        | Retraité |
| 2020                                     | En cours  | Patricia Roussillat Audoux |           |          |

## Population et société

### Démographie
L'évolution du nombre d'habitants est connue à travers les recensements de la population effectués dans la commune depuis 1793. Pour les communes de moins de 10 000 habitants, une enquête de recensement portant sur toute la population est réalisée tous les cinq ans, les populations de référence des années intermédiaires étant quant à elles estimées par interpolation ou extrapolation. Pour la commune, le premier recensement exhaustif entrant dans le cadre du nouveau dispositif a été réalisé en 2004.

En 2022, la commune comptait 629 habitants, en évolution de −3,97 % par rapport à 2016 (Creuse : −3,32 %, France hors Mayotte : +2,11 %).
| 1793  | 1800  | 1806  | 1821  | 1831  | 1836  | 1841  | 1846  | 1851  |
| ----- | ----- | ----- | ----- | ----- | ----- | ----- | ----- | ----- |
| 1 102 | 1 301 | 1 054 | 1 353 | 1 382 | 1 438 | 1 449 | 1 391 | 1 423 |

| 1856  | 1861  | 1866  | 1872  | 1876  | 1881  | 1886  | 1891  | 1896  |
| ----- | ----- | ----- | ----- | ----- | ----- | ----- | ----- | ----- |
| 1 423 | 1 360 | 1 419 | 1 504 | 1 474 | 1 537 | 1 644 | 1 628 | 1 719 |

| 1901  | 1906  | 1911  | 1921  | 1926  | 1931  | 1936  | 1946  | 1954  |
| ----- | ----- | ----- | ----- | ----- | ----- | ----- | ----- | ----- |
| 1 655 | 1 666 | 1 660 | 1 505 | 1 402 | 1 351 | 1 345 | 1 294 | 1 238 |

| 1962  | 1968  | 1975 | 1982 | 1990 | 1999 | 2004 | 2006 | 2009 |
| ----- | ----- | ---- | ---- | ---- | ---- | ---- | ---- | ---- |
| 1 134 | 1 064 | 973  | 854  | 736  | 705  | 703  | 689  | 693  |

| 2014 | 2019 | 2022 | - | - | - | - | - | - |
| ---- | ---- | ---- | - | - | - | - | - | - |
| 665  | 632  | 629  | - | - | - | - | - | - |

## Économie
- Exploitations agricoles.

## Culture locale et patrimoine

### Lieux et monuments
- L'église Saint Sébastien, XIXe siècle[23].
- Anciennement (1138), abbaye cistercienne d'Aubignac.
- Mémoriaux aux victimes de l'embuscade de Vaussujean de 1944.
- Circuits de randonnée dans la Vallée de l'Abloux[24].
- Voie verte L'échappée verte dont le point de départ est à la gare.

### Personnalités liées à la commune
- Léon Vallet (1845-1922) est un sculpteur sur bois, artisan ébéniste, architecte et propriétaire et directeur d'une fabrique située dans la commune de Saint-Sébastien, chevalier des Palmes Académiques.
- Victor Renaud (1904-1944), électricien à Vaussujean, Résistant, arrêté lors de l'embuscade de Vaussujean et fusillé à Limoges. Il a un monument et une avenue à son nom dans la commune.